# Petru Toarcă
Petru Toarcă (ur. 4 października 1975) – rumuński zapaśnik walczący w stylu wolnym. Olimpijczyk z Pekinu 2008, gdzie zajął osiemnaste miejsce w kategorii 55 kg.
Sześciokrotny uczestnik mistrzostw świata; czwarty w 2002. Brązowy medalista  mistrzostw Europy w 2003. Złoty medal na wojskowych MŚ w 2006 roku.
- Turniej w Pekinie 2008

Przegrał z Gruzinem Besarionem Gochashvilim i odpadł z turnieju.